# 2010-es labdarúgó-világbajnokság (döntő)
A 2010-es labdarúgó-világbajnokság döntőjét Johannesburgban a Soccer City stadionban rendezték, amely 2010. július 11-én 20:30-tól kezdődött. A mérkőzés győztese nyerte a 19. labdarúgó-világbajnokságot és a 2014-ben, Brazíliában megrendezésre kerülő labdarúgó-világbajnokság címvédője. A mérkőzésen Hollandia és Spanyolország játszott, a mérkőzést Spanyolország nyerte, története során először lett világbajnok.
A mérkőzésen a rendes játékidő végén döntetlen volt az eredmény, így a szabályok értelmében 2×15 perces hosszabbítást rendeztek.

## Történelmi érdekességek
Spanyolország még soha nem nyert világbajnokságot, Uruguay, Olaszország, Németország (NSZK), Brazília, Anglia, Argentína és Franciaország után új világbajnoka lett a labdarúgásnak, sorrendben a nyolcadik. 1958 óta ez volt az első olyan világbajnokság, ahol olyan új világbajnok győzött, amely nem hazai környezetben szerezte meg a címét.
1978 után ez volt az első olyan döntő, amelynek a két résztvevője korábban még nem nyert világbajnokságot. Egymás után pedig a második olyan döntő volt, amelyben sem Brazília, sem Németország nem vett részt, ilyen eset 1954 óta mindössze kétszer, 1978-ban és 2006-ban fordult elő. Ez volt a második olyan eset, amikor egymást követő két döntőben kizárólag európai csapatok vesznek részt. Korábban ilyen eset 1934–1938-ban fordult elő. Szintén ez volt az első olyan döntő, amelyen az eddigi négy, legtöbbször szerepelt válogatottból (Brazília, Németország, Olaszország, Argentína) egyik sem vett részt.
Az elődöntőbeli holland győzelem után vált biztossá, hogy európai csapat nyeri a világbajnokságot. Európán kívül rendezett vb-n ilyen eset először fordult elő. Ez volt a tizedik európai vb-győzelem, ezzel a kontinensek rangsorában Európa megelőzte Dél-Amerikát, amelynek 9 győzelme volt.

## Labda
A mérkőzésen a Jo’bulani névre keresztelt labdával játszottak. Az elnevezés a döntőnek otthont adó Johannesburg városának becenevéből (Jo’burg) ered. A Jabulani nevű, a vb hivatalos labdájától arany színében tért el.

## Játékvezetők

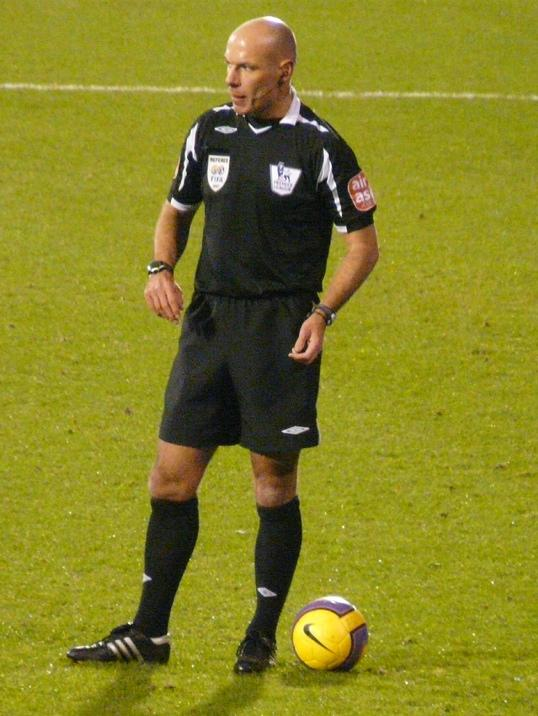
Howard Webb, a döntő játékvezetője

A döntőt az angol Howard Webb vezette. A tornán vele együtt közreműködő Darren Cann és Michael Mullarkey voltak az asszisztensei. Webbék a döntőt megelőzően 3 mérkőzést vezettek a világbajnokságon. Az első fordulóban a Spanyolország–Svájc, a harmadikban a Szlovákia–Olaszország, a nyolcaddöntőben pedig a Brazília–Chile mérkőzést vezette.
Webb vezette a 2010-es UEFA-bajnokok ligája döntőjét (Bayern München–Internazionale) is, amikor szintén Cann és Mullarkey voltak az asszisztensei.
Ez volt a negyedik olyan alkalom, amikor angol vezette a döntőt. Korábban 1950-ben a döntőnek számító Uruguay–Brazília, valamint az 1954-es és az 1974-es döntőben volt angol játékvezető.
A döntő negyedik játékvezetője a japán Nisimura Júicsi, az ötödik játékvezető a szintén japán Szagara Tóru voltak. A két japán a világbajnokságon a döntőt megelőzően 4 mérkőzésen volt játékvezető, és további 2 mérkőzésen volt negyedik és ötödik játékvezető.

## Út a döntőig

### Hollandia
Hollandia az európai 9. csoportban szerepelt a selejtezőkben, Norvégia, Skócia, Macedónia és Izland mellett. Ez volt az egyetlen csoport az európai selejtezőben, amelyben csak öt csapat szerepelt. A hollandok 6 megnyert mérkőzés után, és a többi csoportbeli mérkőzéseknek köszönhetően Európából elsőként kvalifikálták magukat a világbajnokságra, még 2009 júniusában. A hollandok később a maradék két mérkőzésüket is megnyerték.

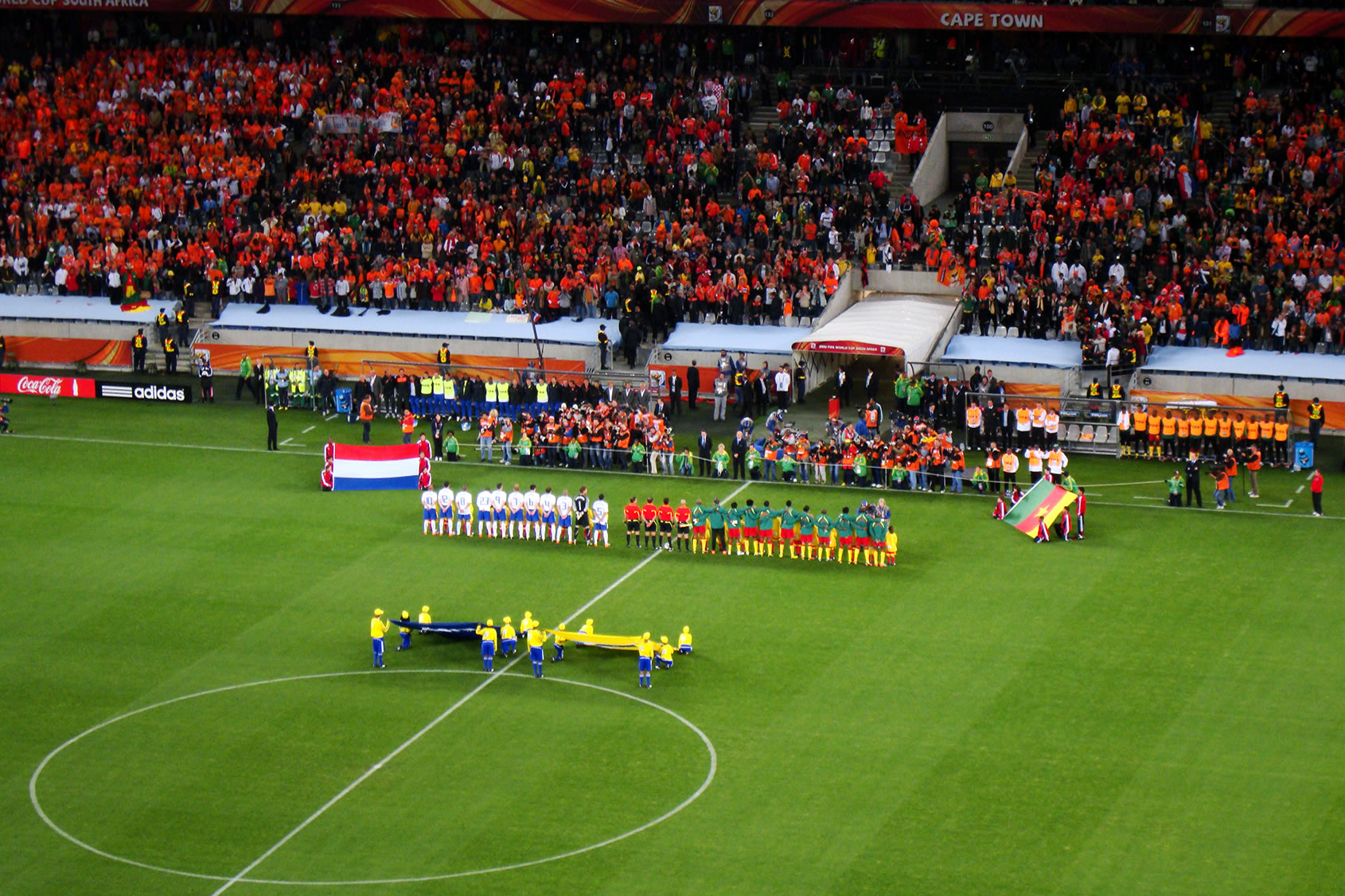
A Kamerun–Hollandia mérkőzés kezdete Fokvárosban

Hollandia a világbajnokságot megelőzően a 4. volt a FIFA-világranglistán. Előttük Brazília, Spanyolország és Portugália volt.
A világbajnokságon az E csoportba kerültek. A csoportban Dániát verték az első mérkőzésükön 2–0-ra, majd Japánt 1–0-ra, és a később rendezett Dánia–Kamerun mérkőzésen született dán győzelem miatt a csoport hátralévő mérkőzéseinek eredményétől függetlenül, a második forduló után biztossá vált, hogy a nyolcaddöntőbe jutottak. Azonban az utolsó mérkőzésüket is megnyerték Kamerun ellen 2–1-re, így hibátlan teljesítménnyel a csoport élén végeztek.
A nyolcaddöntőben az F csoport második helyezettjével, a címvédő Olaszországot kiejtő Szlovákiával mérkőztek, melyet 2–1-re nyertek meg.
A negyeddöntőben következett az ötszörös világbajnok Brazília. A mérkőzésen egy korai góllal a dél-amerikai csapat szerzett vezetést, de a második félidőben Wesley Sneijder két góljával a németalföldiek fordítottak és 2–1-re megnyerték a mérkőzést.
Az elődöntőben a korábbi kétszeres világbajnok Uruguay volt az ellenfél, 1–1-es félidő után 3–2-re nyerték a hollandok a mérkőzést.
A válogatott sem a selejtezőkben, sem a világbajnokságon nem kapott a döntőt megelőzően. Az egyéb nemzetközi mérkőzéseket is beleszámítva az elődöntőt követően Uruguay legyőzésével összesen 25 mérkőzés óta voltak veretlenek. Utoljára 2008. szeptember 6-án kaptak ki Ausztráliától. A világbajnokságon az elődöntőig lejátszott 6 mérkőzésüket megnyerték, mindet még a rendes játékidőben. A tornán az elődöntőkig a legtöbb gólt a csapatban Wesley Sneijder szerezte, összesen ötöt. Japán és Szlovákia ellen egyet-egyet, majd Brazília ellen kettőt, és az elődöntőben Uruguay ellen is egyet szerzett. A csapat a 6 mérkőzésen összesen 12 gólt szerzett és 5 gólt – ebből kettőt tizenegyesből – kapott a döntőt megelőzően.
Hollandia 1974 és 1978 után volt újra döntős. A két korábbi döntőjüket elvesztették, az NSZK illetve Argentína ellen. Akkor mindkét ellenfelük hazai környezetben játszott. Később az 1988-as labdarúgó-Európa-bajnokságot nyerték meg.

### Spanyolország
Spanyolország az Európa-bajnokság címvédője volt, a 2008-as tornát nyerték meg. Az Eb-győzelemmel részt vehettek a 2009-es konföderációs kupán, ahol harmadikok lettek. Az elődöntőben 2009. június 24-én az Egyesült Államok ellen kaptak ki, amely egy hosszú veretlenségi sorozat végét is jelentette. A spanyolok a mérkőzést megelőzően 35 alkalommal nem találtak legyőzőre, ezzel beállították Brazília 1993 és 1996 között felállított rekordját. Egymást követően azonban 15 mérkőzést nyertek, ezzel viszont rekordot döntöttek. Ezt megelőzően Romániától kaptak ki utoljára még 2006. november 15-én.
A vb-selejtezők során az európai 5. csoportban szerepelt Bosznia-Hercegovina, Törökország, Belgium, Észtország és Örményország mellett. A spanyolok 8 megnyert mérkőzés után szereztek jogot a vb-n való részvételre, később a hátralévő két mérkőzésüket is megnyerték. A selejtezőkben mindössze 5 gólt kaptak a 10 mérkőzésen.
A világbajnokság selejtezői után 2009. november 20-án átvették a vezetést a FIFA-világranglistán. Brazília öt hónappal később 2010. április 28-án előzte vissza a spanyolokat. A világbajnokság előtti utolsó ranglista szerint Spanyolország Brazília mögött a 2. volt.
A világbajnokságon a H csoportban szerepeltek. Az első mérkőzésen meglepetésre 1–0-ra kikaptak Svájctól. A második mérkőzésen Hondurast 2–0-ra verték, az utolsó forduló előtt azonban fennállt a lehetősége, hogy tovább sem jutnak a csoportból. A 3. fordulóban Chile–Spanyolország és Svájc–Honduras mérkőzéseket rendeztek. Svájc nem tudott gólt szerezni Honduras ellen, gól nélküli döntetlen lett a mérkőzés eredménye, a spanyol 2–1-es siker így csoportelsőséget jelentett nekik. Chile lett a második.
A nyolcaddöntőben a G csoport második helyezettjével, Portugáliával mérkőztek, szoros mérkőzésen 1–0-ra győztek a spanyolok. A negyeddöntőben a paraguayi válogatott volt az ellenfél, a mérkőzés hajrájában szerzett góllal szintén 1–0-ra nyert az Eb-címvédő.
Az elődöntőben a 2008-as Eb-döntőhöz hasonlóan a német válogatott volt az ellenfél, amely a vb-n korábban három mérkőzésen is 4 gólt szerzett, köztük az angolok és az argentinok ellen is. Ezen a mérkőzésen is egy gól döntött, így Spanyolország a története során először jutott világbajnoki döntőbe. Eddigi legjobb eredményük az 1950-ben elért negyedik helyezés. Akkor egy csoportkör döntött a győztesről.
A csapatban David Villa volt a legeredményesebb, a tornán az elődöntőkig 5 gólt szerzett, Honduras ellen kettőt, majd Chile, Portugália és Paraguay ellen is egyet-egyet. A spanyol csapat az elődöntővel együtt összesen 7 gólt szerzett a tornán a döntőt megelőzően, és mindössze 2 gólt kapott.

### Eredmények
|  | Bővebben: E csoport |

|  | Bővebben: H csoport |

| Csapat    | M | Gy | D | V | G+ | G– | Gk | P |
| --------- | - | -- | - | - | -- | -- | -- | - |
| Hollandia | 3 | 3  | 0 | 0 | 5  | 1  | +4 | 9 |
| Japán     | 3 | 2  | 0 | 1 | 4  | 2  | +2 | 6 |
| Dánia     | 3 | 1  | 0 | 2 | 3  | 6  | –3 | 3 |
| Kamerun   | 3 | 0  | 0 | 3 | 2  | 5  | –3 | 0 |

| Csapat        | M | Gy | D | V | G+ | G– | Gk | P |
| ------------- | - | -- | - | - | -- | -- | -- | - |
| Spanyolország | 3 | 2  | 0 | 1 | 4  | 2  | +2 | 6 |
| Chile         | 3 | 2  | 0 | 1 | 3  | 2  | +1 | 6 |
| Svájc         | 3 | 1  | 1 | 1 | 1  | 1  | 0  | 4 |
| Honduras      | 3 | 0  | 1 | 2 | 0  | 3  | –3 | 1 |

## Mérkőzés
| 2010. július 11. 20:30 (UTC+2) |

| Hollandia | 0–1 (h. u.)                 | Spanyolország |
| --------- | --------------------------- | ------------- |
|           | (0–0, 0–0, 0–0) Jegyzőkönyv | Iniesta 116'  |

| Soccer City, Johannesburg Nézőszám: 84 490 Játékvezető: Howard Webb (angol) |

| Hollandia | Spanyolország |

| HOLLANDIA:           |    |                                |           |      |
|                      |    |                                |           |      |
| GK                   | 1  | Maarten Stekelenburg           |           |      |
| RB                   | 2  | Gregory van der Wiel           | 111'      |      |
| CB                   | 3  | John Heitinga                  | 57′, 109′ |      |
| CB                   | 4  | Joris Mathijsen                | 117'      |      |
| LB                   | 5  | Giovanni van Bronckhorst (csk) | 54'       | 105' |
| CM                   | 6  | Mark van Bommel                | 22'       |      |
| CM                   | 8  | Nigel de Jong                  | 28'       | 99'  |
| RW                   | 11 | Arjen Robben                   | 84'       |      |
| LW                   | 7  | Dirk Kuijt                     |           | 71'  |
| AM                   | 10 | Wesley Sneijder                |           |      |
| CF                   | 9  | Robin van Persie               | 15'       |      |
| Cserék:              |    |                                |           |      |
| MF                   | 17 | Eljero Elia                    |           | 71'  |
| MF                   | 23 | Rafael van der Vaart           |           | 99'  |
| DF                   | 15 | Edson Braafheid                |           | 105' |
| Szövetségi kapitány: |    |                                |           |      |
| Bert van Marwijk     |    |                                |           |      |

| SPANYOLORSZÁG:       |    |                     |        |      |
|                      |    |                     |        |      |
| GK                   | 1  | Iker Casillas (csk) |        |      |
| RB                   | 15 | Sergio Ramos        | 23'    |      |
| CB                   | 3  | Gerard Piqué        |        |      |
| CB                   | 5  | Carles Puyol        | 17'    |      |
| LB                   | 11 | Joan Capdevila      | 67'    |      |
| CM                   | 16 | Sergio Busquets     |        |      |
| CM                   | 14 | Xabi Alonso         |        | 87'  |
| AM                   | 8  | Xavi                | 120+1' |      |
| SS                   | 6  | Andrés Iniesta      | 118'   |      |
| SS                   | 18 | Pedro               |        | 60'  |
| CF                   | 7  | David Villa         |        | 106' |
| Cserék:              |    |                     |        |      |
| MF                   | 22 | Jesús Navas         |        | 60'  |
| MF                   | 10 | Cesc Fàbregas       |        | 87'  |
| FW                   | 9  | Fernando Torres     |        | 106' |
| Szövetségi kapitány: |    |                     |        |      |
| Vicente del Bosque   |    |                     |        |      |

| A mérkőzés játékosa: Andrés Iniesta Asszisztensek: Darren Cann Michael Mullarkey Negyedik számú játékvezető: Nisimura Júicsi Ötödik számú játékvezető: Szagara Tóru |

### Statisztika

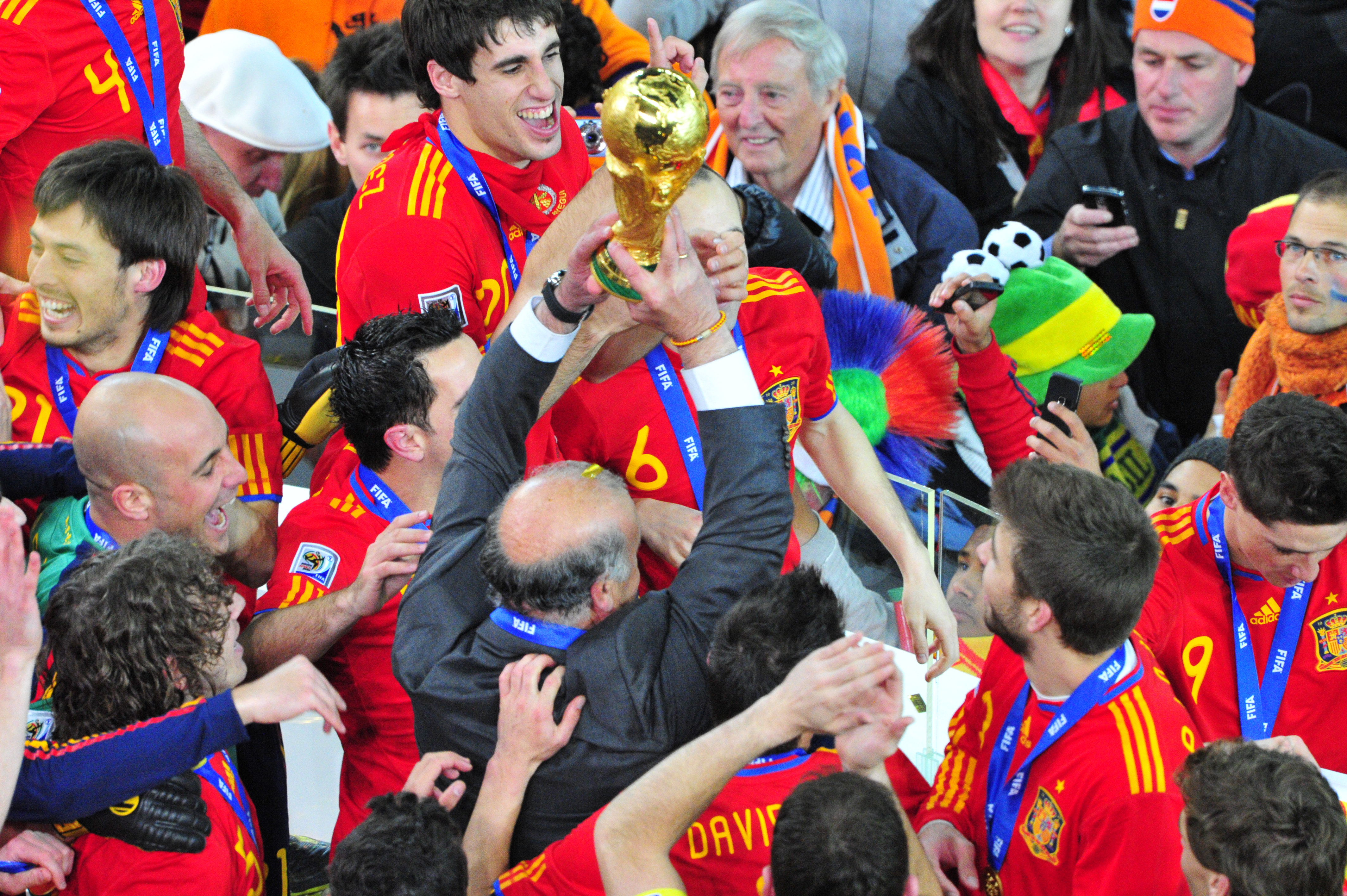
A spanyolok a trófeával

|                   | Hollandia | Spanyolország |
| ----------------- | --------- | ------------- |
| Gólok             | 0         | 1             |
| Összes lövés      | 13        | 18            |
| Kapura lövések    | 5         | 8             |
| Lövéspontosság    | 38%       | 44%           |
| Labdabirtoklás    | 43%       | 57%           |
| Szögletek         | 6         | 8             |
| Lesek             | 7         | 6             |
| Szabálytalanságok | 28        | 18            |
| Figyelmeztetések  | 6         | 5             |
| Sárga lapok       | 8         | 5             |
| Piros lapok       | 1         | 0             |